# Nassauisches Institut für Landwirtschaft
Das Nassauische Institut für Landwirtschaft wurde 1818 als erste landwirtschaftliche Winterschule gegründet.

## Geschichte
Wilhelm Albrecht (1785–1868) gründete 1818 in Idstein die Landwirtschaftsschule, die dann den Namen Nassauische Institut für Landwirtschaft erhielt. Zum Institut für Landwirtschaft gehörte ein Tierspital im Herrenspeicher und ein Versuchsgut, das Hofgut Gassenbach.
Der Unterricht wurde nur in den Wintermonaten erteilt, womit sich die Ausbildung in Einklang mit der landwirtschaftlichen Arbeit bringen ließ. Als Sitz der Schule stellte das Herzogtum Nassau das Haus Obergasse 16 zur Verfügung.

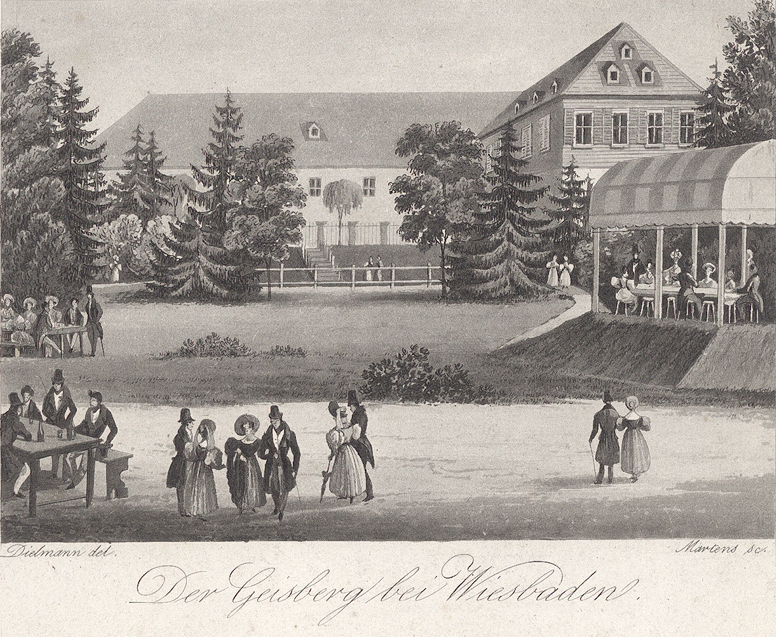
Hof Geisberg in Wiesbaden

Im Dezember 1834 wurde das Institut nach Wiesbaden verlegt. Sitz war nun der Hof Geisberg nördlich des Alten Kurhauses im heutigen Ortsbezirk Nordost. Dieser war um 1788 auf dem damals wüsten Geisplatz erbaut worden. Bauherr war der nassauische Minister Freiherr Karl Friedrich von Kruse (1737–1806). 1833 erwarb Wilhelm Albrecht den Hof und verlegte im Folgejahr das Landwirtschaftliche Institut dorthin.
Ab 1910 wurde die Schule von der Landwirtschaftskammer des Regierungsbezirks Wiesbaden weitergeführt und nach 1925 aus Platzgründen in die Mainzer Straße verlegt, während Hof Geisberg zu einem Evangelischen Erziehungsheim für Knaben der EVIM wurde.

## Lehrer
- Carl Remigius Fresenius (ab 1845)
- Carl Thomae (ab 1835)